# Platyptilia gonodactyla
Platyptilia gonodactyla ist ein Schmetterling aus der Familie der Federmotten (Pterophoridae).

## Merkmale
Die Falter erreichen eine Flügelspannweite von 22 bis 28 Millimeter. Die Flügel sind fahlbraun mit grauer Durchmischung. Die Flügelzeichnung ist dunkelbraun. Der Flügelaußenrand des ersten Lobus ist ausgebuchtet und besitzt einen spitzen Apex.
Bei den Männchen verjüngen sich die Valven nur leicht. Der Uncus ist mittelgroß. Der Saccus ist tief ausgebuchtet. Die Anellus-Arme sind schlank und haben in der Mitte einen großen Dorn.
Bei den Weibchen verjüngt sich das Antrum kaum. Der sklerotisierte Teil ist siebenmal so lang wie der membranöse Teil des Ductus bursae.
Die Raupen sind Ende März etwa sechs Millimeter lang, haben einen glänzend schwarzen Kopf und schwarze Mundwerkzeuge. Der Prothorakalschild ist ebenfalls schwarz und wird durch eine feine helle Mittellinie geteilt. Die Thorakalbeine sind schwarz. Der Körper ist gelb und mit einer breiten rötlichen Rücken-, Seiten- und Spiracularlinie versehen. Die Stigmata sind braun umrandet. Die Borsten sind schwärzlich und durchscheinend. Die Analplatte ist schwärzlich grau und mit schwarzen Flecken versehen. Die Bauchbeine sind ebenso gefärbt wie der Körper. Die Hakenkränze sind schwarz.

## Verbreitung
Platyptilia gonodactyla ist in Europa weit verbreitet. Die Art fehlt hier nur in den südlichsten Regionen. Nach Osten reicht das Verbreitungsgebiet über Russland und Kleinasien bis nach Indien.

## Biologie
Die Falter fliegen von Mai bis Oktober in zwei Generationen. Die Nahrungspflanzen der Raupen sind Huflattich (Tussilago farfara) und verschiedene Pestwurzarten (Petasites). Diese gedeihen an feuchten Stellen in Waldgebieten, auf Brachen, an Teichen und an Wegrändern. Die Raupen der Frühlingsgeneration fressen zunächst auf den Blättern und überwintern im Wurzelstock. Im darauffolgenden Frühjahr bohren sie sich im Blütentrieb nach oben und fressen schließlich im unteren Teil der Blüte. Die Raupen verpuppen sich dann entweder in der Blüte oder auf der Unterseite eine Blattes. Die Raupen der Sommergeneration leben anfangs als Blattminierer und fressen später an der Blattunterseite, wo sie sich auch verpuppen.

## Systematik
Aus der Literatur sind folgende Synonyme bekannt:
- Alucita gonodactyla [Denis & Schiffermüller], 1775
- Alucita megadactyla [Denis & Schiffermüller], 1775
- Alucita diptera Sulzer, 1776
- Alucita trigonodactyla Haworth, 1811
- Platyptilia farfara Gregson, 1885

## Belege
1. 1 2 3 4 5 6  C. Gielis: Pterophoridae. In: P. Huemer, O. Karsholt, L. Lyneborg (Hrsg.): Microlepidoptera of Europe. 1. Auflage. Band 1. Apollo Books, Stenstrup 1996, ISBN 87-88757-36-6, S. 40 (englisch).
2. ↑  Guide to the moths of Great Britain and Ireland. 1501 Platyptilia gonodactyla (Denis & Schiffermüller, 1775). Ian Kimber, abgerufen am 14. September 2013.